# Glabellula binotata
Glabellula binotata är en tvåvingeart som beskrevs av Hall och Neal L. Evenhuis 1984. Glabellula binotata ingår i släktet Glabellula och familjen svävflugor. Inga underarter finns listade i Catalogue of Life.